# Parasyscia seema
Parasyscia seema  (лат.) — вид муравьёв рода Parasyscia (ранее в Cerapachys) из подсемейства Dorylinae. Эндемик Индии.

## Распространение
Встречаются в Южной Азии: юго-запад Индии (штат Керала, Periyar tiger reserve).

## Описание
Мелкие муравьи от красновато-коричневого до чёрного цвета (ноги и усики рыжеватые; длина около 5 мм). Усики 12-члениковые с булавой, скапус короткий. Петиоль с округлыми спереди боками, дорзолатеральные углы петиоля отсутствуют. Головной индекс рабочих (CI, соотношение ширины головы к длине × 100): 72—75. Длина головы рабочих 0,72—0,74 мм, длина скапуса 0,33—0,41 мм, ширина головы 0,52—0,56 мм. Индекс скапуса рабочих (SI, соотношение длины скапуса к длине головы × 100): 63—73. Форма головы удлинённо-овальная. Глаза мелкие, расположены в переднебоковой части головы. Предположительно, как и другие виды рода, мирмекофаги. Обнаружены в подстилочном лесном слое.
Вид был впервые описан в 2013 году индусскими энтомологами Х. Бхарти (Himender Bharti) и Ш. Али Акбар (Shahid Ali Akbar; Department of Zoology & Environmental Sciences, Punjabi University, Patiala, Индия) под названием Cerapachys seema Bharti & Ali Akbar, 2013. Видовое название C. seema происходит от слова, на языке хинди означающего Manalar (часть тигриного резервата Periyar tiger reserve), место обнаружения типовой серии, где проходит граница между штатами Керала и Тамилнад.
С 2016 года в составе рода Parasyscia.